# Floreasca Business Park
Floreasca Business Park este un proiect de birouri din București, cu o suprafață închiriabilă de 36.000 de metri pătrați.

## Istoric
A fost dezvoltat de compania Portland Trust care a dezvoltat și proiectele Opera Center și Bucharest Business Park .
În ianuarie 2010, proiectul Floreasca Business Park a fost cumpărat de fondul sud-african de investiții New Europe Property Investments (NEPI), pentru o sumă de peste 100 de milioane de euro.